# 足部伸肌
使足部或足趾翹起的肌肉

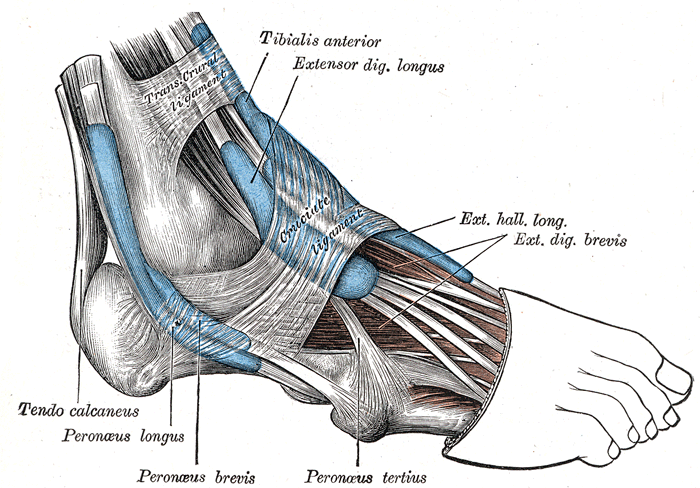
足部伸肌

在小腿的前部及外側有四種伸肌,收縮時將足或足趾向上拉。這些肌肉具有長腱,後者圍繞著足和腿會合處的踝角彎曲,並依靠伸肌支帶的韌帶維繫在正確位置。足部伸肌有脛骨前肌可翹起拇指的長拇指伸肌可翹起其他足趾的長趾伸肌和可翹足的第三腓骨肌。足頂上唯一的肌肉是短趾伸肌,它與小腿中的伸肌一起運作,可翹起足趾。

## 來源
〈人體學習百科〉 貓頭鷹出版社
ISBN 957-9684-11-1